# شوهار
شوهار (به انگلیسی: Sheohar) یک منطقهٔ مسکونی در هند است که در بخش شیوهار واقع شده‌است. شوهار ۵۳ متر بالاتر از سطح دریا واقع شده‌است.